# Peter Millard
Pour les articles homonymes, voir Millard.
Peter Millard est un des créateurs du protocole Jabber/XMPP. Il est décédé le 26 avril 2006 à la suite d'un cancer.
Sa femme Christina est professeur de mathématiques au Thorton High school.
Il a participé activement au développement du protocole de messagerie instantanée standard ouvert Jabber/XMPP à ses débuts. Il était aussi le créateur et le mainteneur d'Exodus, un client libre de ce protocole pour Windows.